# Ghislain Taschereau
 (mai 2010).
Si vous disposez d'ouvrages ou d'articles de référence ou si vous connaissez des sites web de qualité traitant du thème abordé ici, merci de compléter l'article en donnant les références utiles à sa vérifiabilité et en les liant à la section « Notes et références ».
Ghislain Taschereau (né le 19 décembre 1962) est un comédien, humoriste, réalisateur et auteur canadien.

## Biographie
Né en 1962 à Saint-Pierre-Baptiste dans la région des Bois-Francs, Ghislain Taschereau a étudié à l'Université de Moncton au Nouveau-Brunswick où il obtiendra un baccalauréat en théâtre.
En 1989, il commence son association avec 100 Limite puis avec Les Bleu Poudre. Il a créé des personnages tels que Dave Ash, Bob Binette, Ludger et Chose.
Après la séparation des Bleu Poudre, Taschereau se lance dans l'écriture avec L'inspecteur Specteur et le doigt mort. Deux autres romans suivront cette aventure. De plus, il a à son actif deux recueils de citations loufoques, Penser c'est mourir un peu. Quatre de ses romans ont été consacrés best-sellers au Québec et même traduits dans quelques langues.
En plus d'écrire, Taschereau a scénarisé, réalisé, monté et sonorisé plusieurs sketches vidéos qui sont diffusés sur TVPT.tv. Il prête aussi sa voix à des narrations dans des publicités.
Depuis 2017, il présente des documentaires à Canal D.

## Filmographie

### Cinéma
- 1999 : Post mortem de Louis Bélanger : Marc
- 2019 : Vivre à 100 milles à l'heure de Louis Bélanger : Tex

## Anecdote
- Le nom du groupe eXterio est inspiré du personnage de «Ludger»
- Ghislain Taschereau signe les textes du site internet de LARTISNICK - artiste upcycling[2],  guitariste de la première génération de eXterio